# 克里斯蒂安·塔卡克斯
克里斯蒂安·塔卡克斯（匈牙利語：Krisztián Takács；1985年12月30日—）是一位匈牙利游泳運動員。他擅長自由泳。他也代表匈牙利參加世界游泳錦標賽的賽事，以及2004年、2008年、2012年和2016年四屆夏季奧運。